# Roque Cinchado
A Roque Cinchado (spanyol nevének jelentése: abroncsos bástya, kiejtése körülbelül: roke szincsado) a Kanári-szigeteken található Teide Nemzeti Park leghíresebb sziklája.

## Jellemzői
A vulkanikus eredetű szikla Tenerife szigetének középső részén, a Teide csúcstól körülbelül 5,5 km-re délre található. Hozzá igen közel egy parkolót építettek ki, ahova folyamatosan számtalan turista érkezik autójával. Jellegzetessége, hogy alsó része keskenyebb, mint a felső, mivel ott puhább anyagból (földpátból, biotitból és kvarckristályokból) áll, ezért az erózió jobban lepusztította. Széleskörű ismertsége többek között onnan ered, hogy szerepelt a régi 1000 pesetás bankjegyen is. 2007-ben a nemzeti parkot, ahol a szikla áll, a Világörökség részévé nyilvánították.
A sziklát nevezik kőfának és isten ujjának is.

## Képek

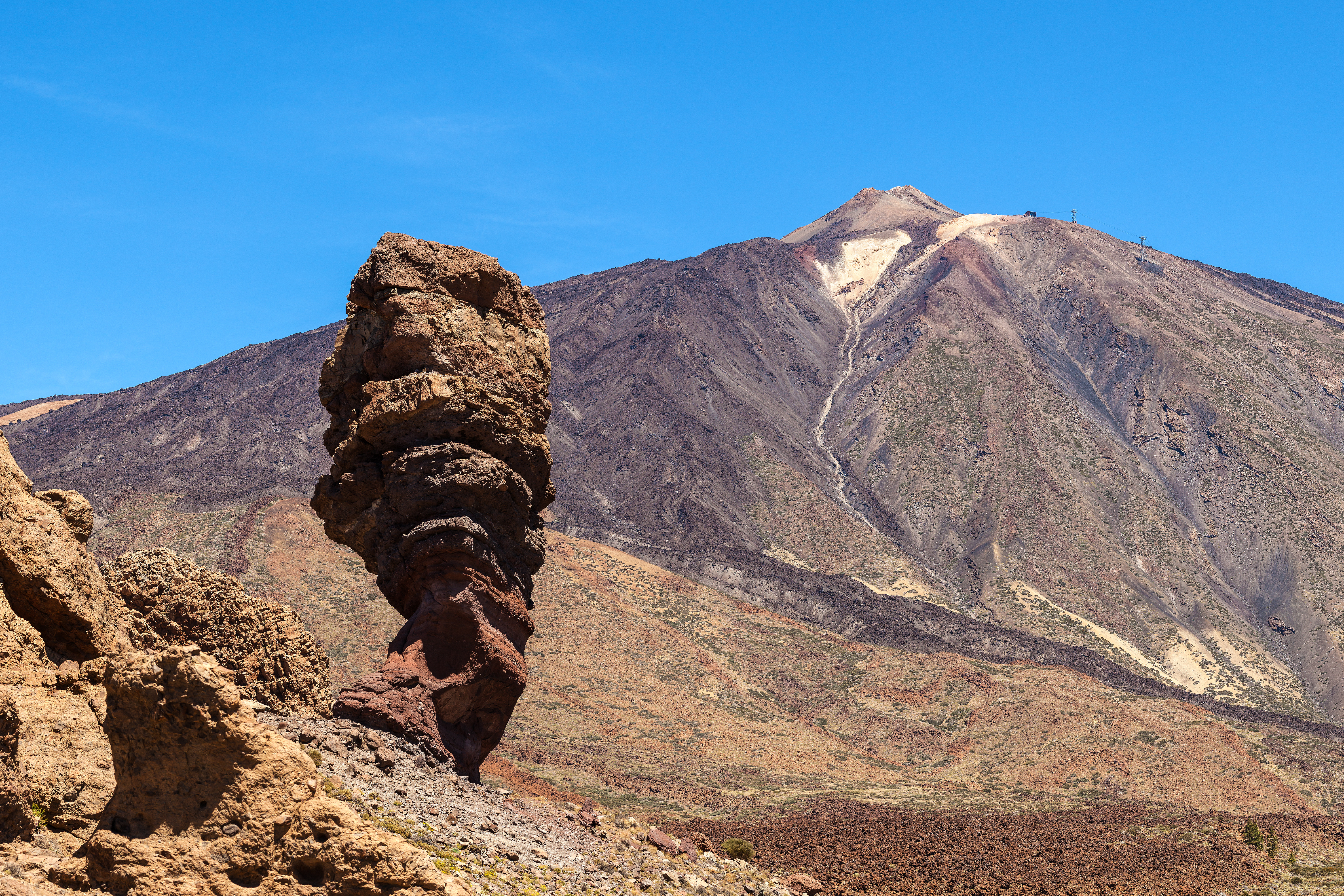
A szikla, háttérben a Teide csúcs
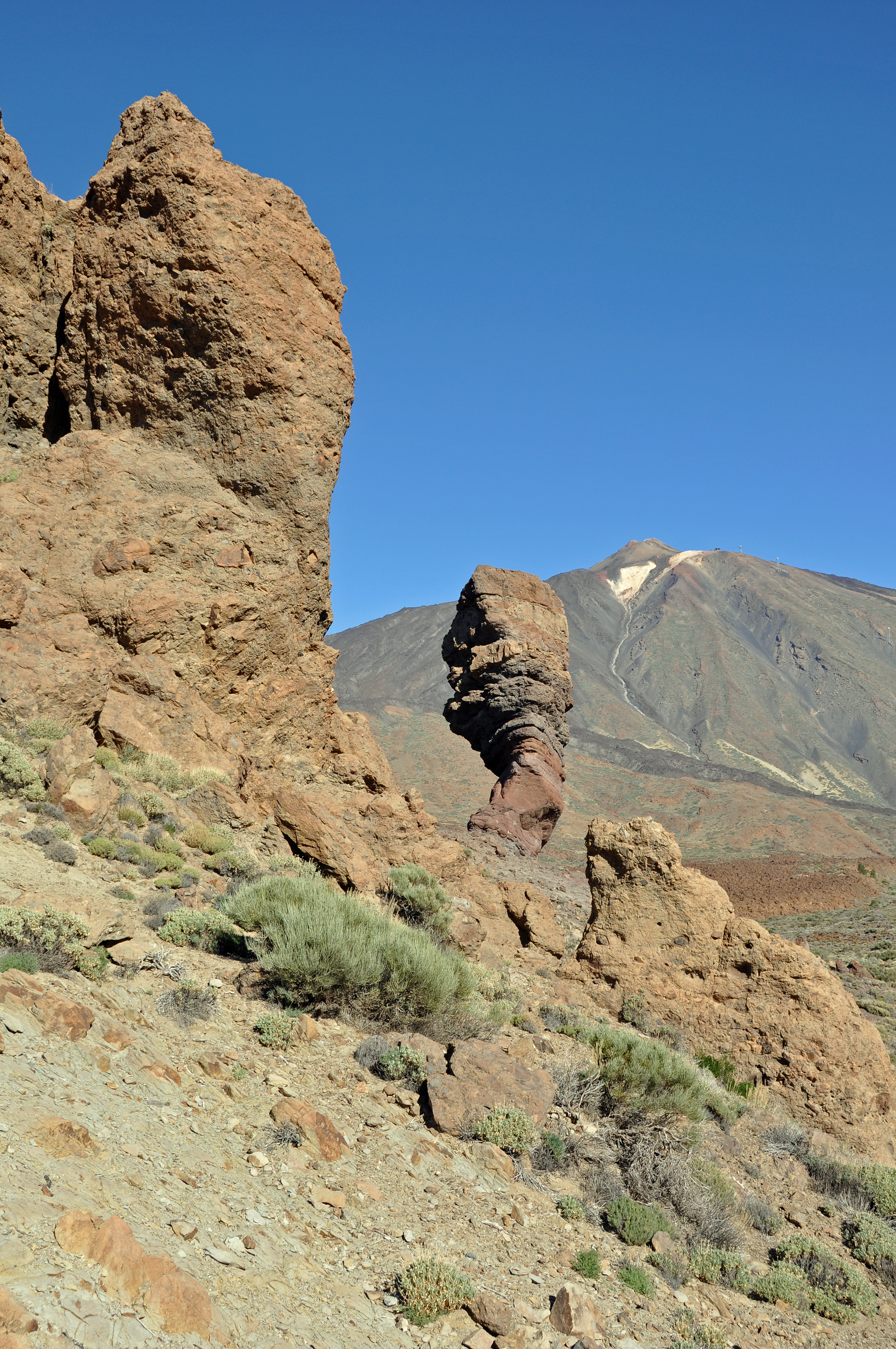
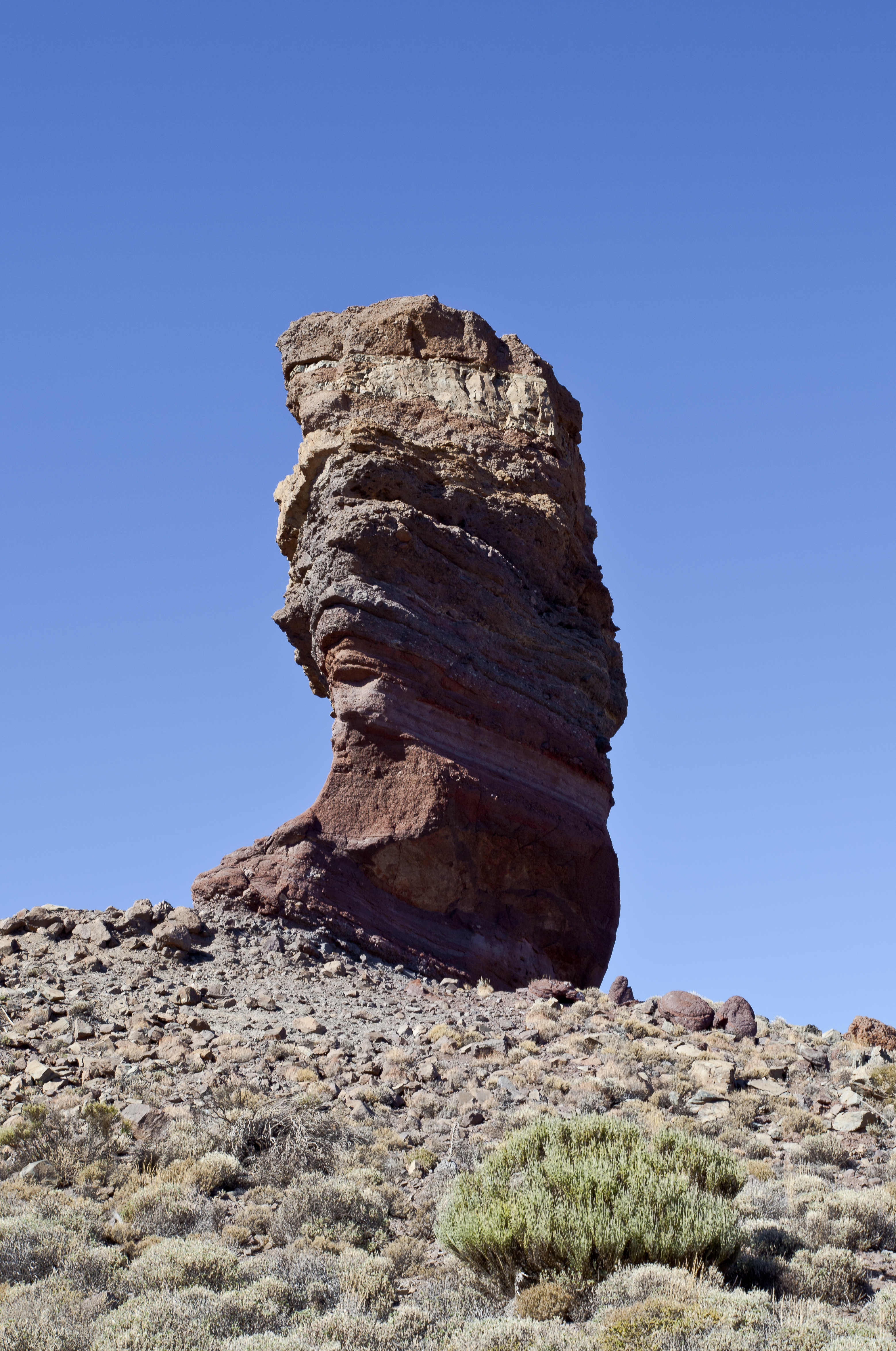
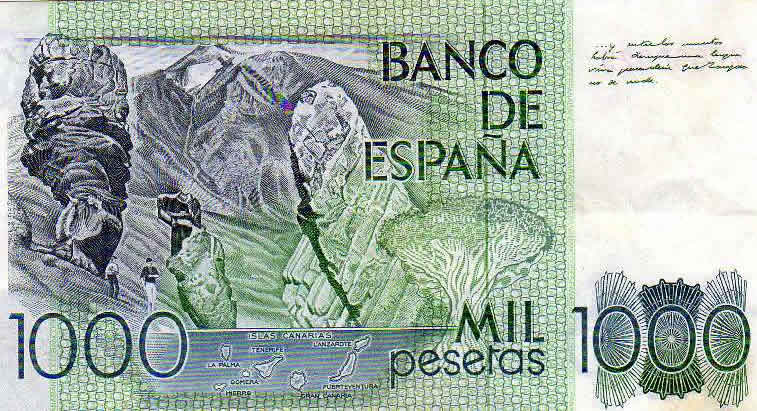
A szikla a régi 1000 pesetás bankjegyen